# Castell de Dundrum
El castell de Dundrum és un castell anglonormand situat en la localitat de Dundrum, pertanyent al comtat de Down (Irlanda del Nord). Va ser fundat el 1177 per John de Courcy, després de la seva invasió de l'Ulster. Es va construir per accedir a Lecale des de l'oest i des del sud; està situat en el cim d'un pujol rocós, des del qual s'albira la badia i les muntanyes de Mourne.

## Orígens i propietat
El castell originari de De Courcy podia haver tingut defenses de terra i fusta, però és probable que la paret de pedra de la sala superior es construís a començaments de 1180. Igual que altres primeres parets fetes, no tenia torretes, però la defensa es portava a terme per corredors coberts al llarg de l'exterior del mur.
El 1204 De Courcy va ser expulsat de l'Ulster per Hugh de Lacy, i aquest va reforçar el castell amb una gegantina torre rodona, probablement emprant mestres picapedrers de la marca de Gal·les, on aquestes torres eren en aquell temps populars. La majoria de la segona planta d'aquesta torre es va reconstruir al segle xv; el soterrani s'utilitzava per a emmagatzematge i tenia una cisterna sota la primera planta, la qual sembla haver estat la cambra del dia a dia del senyor, mentre que la planta superior hauria allotjat la seva cambra privada.
A partir de 1954, va passar a ser propietat de l'estat i pot ser visitat pel públic.